# Bianco Lunos Allé
Bianco Lunos Allé er en sidegade på Frederiksberg i København, der går fra Gammel Kongevej i syd til en rundkørsel på Grundtvigsvej i nord.

## Historie og bebyggelse
Området tilhørte i første halvdel af det nittende århundrede gården Christianshvile. Den blev købt af hofbogtrykker Bianco Luno, der ombyggede hovedbygningen til et landsted omkring 1850 og udstykkede det meste af området før sin død i 1852. Det førte til anlæggelsen af både Bianco Lunos Allé og Bianco Lunos Sideallé, der lå vinkelret på den. I 1852 blev der opført en villa for xylograf Axel Kittendorffs villa ved Bianco Lunos Allé efter tegninger af J.D. Herholdt. Den er dog senere revet ned.
Christianshvile var fra 1860 til 1868 ejet af N.F.S. Grundtvig. Bianco Lunos Sideallé blev omdøbt til Grundtvigsvej til minde om ham i 1879 efter hans død i 1872. Christianshviles hovedbygning blev revet ned i 1907, da den parallelle Henrik Steffens Vej blev anlagt.
Den toetages villa i nr. 1A er fra 1890.

## Bianco Lunos Allé i populærkulturen
Herreskrædderiet i Bianco Lunos Allé 1 bliver i et afsnit af TV 2's sitcom Klovn frekventeret af Casper Christensen.